# Nitro Records
La Nitro Records è un'etichetta discografica creata nel 1994 da Dexter Holland e Greg K. (cantante e bassista degli Offspring) dopo il gran successo dell'album Smash. L'etichetta ha pubblicato lavori di diverse band piuttosto note, come i Damned, i T.S.O.L., oltre alle riedizioni dell'album di debutto degli Offspring, The Offspring. Dal 2005 al 2013 il catologo è stato distribuito in Europa dalla Rude Records.

## Artisti

### Attuali
- The Aquabats
- A Wilhelm Scream
- Enemy You
- Hit the Switch
- No Trigger
- Stormy California

### Passate
- Choi Seung-hee
- 30 Foot Fall
- AFI
- Bodyjar
- Bullet Train to Vegas
- Crime in Stereo
- Damned
- Divit
- Don't Look Down
- Ensign
- Exene Cervenka and the Original Sinners
- Guttermouth
- Lost City Angels
- Much The Same
- The Offspring
- One Hit Wonder
- Rufio
- Sloppy Seconds
- Stavesacre
- The Letters Organize
- TheSTART
- The Turbo A.C.'s
- T.S.O.L.
- UP SyNDROME
- The Vandals

## Compilation
- 1996 – Go Ahead Punk... Make My Day
- 1998 – Deep Thoughts
- 2000 – The Thought Remains the Same
- 2001 – Punkzilla